# ماليك فال
ماليك فال (بالفرنسية: Malick Fall) هو سباح سنغالي، ولد في 11 ديسمبر 1985 في داكار في السنغال.

## وصلات خارجية
- ماليك فال على موقع الاتحاد الدولي للسباحة (الإنجليزية)
- ماليك فال على موقع SwimRankings.net (الإنجليزية)
- ماليك فال على موقع اللجنة الأولمبية الدولية (الإنجليزية)
- ماليك فال على موقع أوليمبيديا (الإنجليزية)